# The White Flower
The White Flower es una película de drama romántico muda estadounidense de 1923 escrita y dirigida por Julia Crawford Ivers y protagonizada por Betty Compson y Edmund Lowe. El hijo de Ivers, James Van Trees, fue el director de fotografía. Ambientada en Hawaii, la película se rodó en Honolulu. The White Flower actualmente es considerada una película perdida.

## Reparto
- Betty Compson como Konia Markham
- Edmund Lowe como Bob Rutherford
- Edward Martindel como John Markham
- Arline Pretty como Ethel Granville
- Sylvia Ashton como Mrs. Gregory Bolton
- Arthur Hoyt como Gregory Bolton
- Leon Barry como David Panuahi
- Lily Philips como Bernice Martin
- Reginald Carter como Edward Graeme
- Maui Kaito como Kahuna